# Melachokkanathapuram
Melachokkanathapuram è una suddivisione dell'India, classificata come town panchayat, di 11.661 abitanti, situata nel distretto di Theni, nello stato federato del Tamil Nadu. In base al numero di abitanti la città rientra nella classe IV (da 10.000 a 19.999 persone).

## Geografia fisica
La città è situata a 09° 59' 48 N e 77° 17' 28 E.

## Società

### Evoluzione demografica
Al censimento del 2001 la popolazione di Melachokkanathapuram assommava a 11.661 persone, delle quali 5.853 maschi e 5.808 femmine. I bambini di età inferiore o uguale ai sei anni assommavano a 1.286, dei quali 685 maschi e 601 femmine. Infine, coloro che erano in grado di saper almeno leggere e scrivere erano 6.813, dei quali 3.985 maschi e 2.828 femmine.